# ليوناردو جيسوس
ليوناردو جيسوس (بالبرتغالية: Leonardo de Jesus Geraldo‏) (4 أغسطس 1985 بباورو في البرازيل - ) هو لاعب كرة قدم برازيلي في مركزي الظهير والدفاع. شارك مع منتخب البرازيل تحت 23 سنة لكرة القدم. أما مع النوادي، فقد لعب مع أتلتيكو غويانيينسي وجمعية بورتوغيزا الرياضية ونادي أولمبياكوس ونادي إنترناسيونال ونادي باوك ونادي غريميو بارويري ونادي فيلا نوفا ونادي موجي ميريم.

## وصلات خارجية
- ليوناردو جيسوس على موقع قاعدة بيانات كرة القدم.إي يو (الإنجليزية)
- ليوناردو جيسوس على موقع Soccerway.com (الإنجليزية)
- ليوناردو جيسوس على موقع عالم كرة القدم.نت (الإنجليزية)